# Jože Osterc
Jože Osterc (rojen pod imenom Jožef Jakob Osterc), slovenski agronom, zootehnik in politik, * 16. marec 1942, Kokoriči v Prlekiji (Občina Križevci).

### Akademska kariera
Osnovno šolo je obiskoval v Križevcih. Šolanje je nadaljeval na klasični gimnaziji pa v Mariboru. Leta 1961 se je vpisal na agronomski oddelek Biotehniške fakultete v Ljubljani, kjer je 1966 diplomiral in doktroriral 1974.   
V letih 1966-69 je delal pri Kmetijski zadrugi Mursko polje v Križevcih pri Ljutomeru, nato v Agrokombinatu Emona, od leta 1970 strokovni sodelavec na Raziskovalni postaji Rodica in Oddelku za agronomijo (kasneje za živinorejo oz. zootehniko) kot asistent. Izpopolnjeval se je na Danskem (1972), v Franciji (1981) in Nemčiji (1986). Leta 1977 je bil na Biotehniški fakulteti izvoljen v naziv docenta, 1981 v izrednega profesorja, redni profesor za predmet govedoreja je postal leta 1986. Predaval je tudi na Visoki kmetijski šoli oz. Kmetijski fakulteti v Mariboru (skupaj 13 let). Od 1983 je bil predstojnik Inštituta za živinorejo in VTOZD za živinorejo, trikrat prodekan, v letih 2004-06 pa je bil dekan Biotehniške fakultete v Ljubljani. Raziskoval je gospodarsko križanje z mesnimi pasmami, rast, mišična vlakna, pitovne in klavne lastnosti govedi, lastnosti lisaste pasme in križanje z mlečnimi pasmami, ureditev hlevov za rejo krav in etološka vprašanja govedi. Zaradi poznavanja problematike ga je Kmetijska razvojna skupnost Slovenije imenovala za predsednika republiške komisije za oceno idejnih projektov za farme krav molznic. Zaslužen je za uvajanje reje krav dojilj in rejnic ter novih pašnih tehnologij. Pomembne so njegove študije o kmetijskem šolstu in razvoju kmetijstva v Sloveniji. Po letu 1997 je na fakulteti zasnoval in predaval študijski predmet Sonaravno kmetijstvo.   
Prejel je nagrado Kidričevega sklada (s sodelavci), zlato plaketo Univerze v Ljubljani (2007), Jesenkovo nagrado BF za življenjsko delo (2008) in tudi naslov zaslužnega profesorja ljubljanske univerze (2022).  

### Politična kariera
Že po letu 1969 je nekaj časa vodil sekcijo mladih kmetijskih strokovnjakov pri Zvezi mladine Slovenije in bil član iniciativnega odbora za ustanovitev Zadružne zveze Slovenije ter do leta 1975 tajnik njene komisije za živinorejo, obenem pa član kmečke sekcije pri RK SZDL (ker je zaradi načelnosti zavrnil vstop v ZK, je šla njegova "politična kariera" takrat "po zlu"), pa tudi član sveta za pospeševanje kmetijstva v Sloveniji pri Kmetijskem inštitutu Slovenije. V letih 1975-77 je predsedoval Društvu kmetijskih inženirjev in tehnikov. V letih 1990-92 je bil minister (do 1991 z nazivom republiški sekretar) za kmetijstvo, gozdarstvo in prehrano v prvi (osamosvojitveni "Peterletovi") vladi Republike Slovenije iz kvote Slovenske kmečke zveze oz. ljudske stranke. Z nekaj več kot polletnim premorom je bil med leti 1993 in 1997 ponovno minister za kmetijstvo in gozdarstvo Republike Slovenije v 3. vladi Republike Slovenije pod predsedstvom Janeza Drnovška, tokrat kot član SKD. 

### Publikacije
Je (so)avtor več publikacij, mdr. Ocenjevanje govedi (s Slavkom Čepinom, 1984); Etologija, ekologija in varstvo okolja v živinoreji (soavtorja Ivan Štuhec in Bojan Šobar, 1986), Strategija razvoja kmetijstva v Sloveniji (Bled, 1991); Cattle, sheep and goat breeding in Slovenia (soavtor, 2000); Deset let ESF.SI (Društvo Ekosocialni forum Slovenije, 2014), v samozložbi pa je izdal tudi spominska dela Moje življenje z Rodico (2013), Leta mojega ministrovanja (2014) in Življenje govedorejca (2022). 